# Princewill Okachi
Princewill Ushie Okachi (ur. 20 czerwca 1991 w Lagos) – nigeryjski piłkarz występujący na pozycji pomocnika.

## Życiorys
Okachi jest wychowankiem nigeryjskiego klubu FC Ebedei. Jeszcze jako junior został zauważony przez wysłanników klubu FC Midtjylland, który współpracuje ze szkółką piłkarską Ebedei i przeniósł się do Danii. Reprezentował tam jeszcze barwy Vejle BK, również w zespole juniorskim. Pierwszy kontakt z seniorską piłką napastnik zaliczył na Malcie, gdzie grał w II–ligowym Dingli Swallows FC. Zespół ukończył sezon na 8. pozycji w tabeli, a Okachi strzelił 5 z 20 bramek strzelonych przez klub w przeciągu rozgrywek.
Latem 2011 roku Okachi przyjechał do Łodzi, by wziąć udział w testach do zespołu Młodej Ekstraklasy Widzewa. Wypadł w nich na tyle dobrze, że trener Andrzej Kretek polecił go do kadry I zespołu. W dwóch sparingach zawodnik zdobył dwie bramki i zdecydowano się go wypożyczyć na rok.
W Ekstraklasie, Okachi zadebiutował 5 sierpnia 2011 roku w meczu Widzewa z Górnikiem Zabrze (1:1). W trzecim występie, Nigeryjczyk zdobył pierwszą bramkę w oficjalnym meczu Widzewa (1:0 z Polonią Warszawa). Po zakończeniu pierwszego sezonu występów w Widzewie Okachi podpisał z klubem nowy, trzyletni kontrakt. W 2014 roku po wygaśnięciu kontraktu z Widzewem przeniósł się do występującego w greckiej Superleague Panthrakikosu. Wraz z końcem 2014 roku wygasł jego kontakt z tym klubem. W ASP Panthrakikos, we wszystkich możliwych rozgrywkach (liga, puchar kraju) Ushie Okachi zdołał rozegrać cztery spotkania. W 2015 roku powrócił do reaktywowanego Widzewa Łódź, który sezon 2015/2016 rozpoczął w rozgrywkach IV ligi.

## Statystyki
Stan na 10 stycznia 2014
| Klub                   | Sezon                  | Liga                   | Liga  | Liga   | Puchar kraju | Puchar kraju | Suma        | Suma        | Dyscyplina | Dyscyplina |
| Klub                   | Sezon                  | Liga                   | Mecze | Bramki | Mecze        | Bramki       | Mecze       | Bramki      |            |            |
| ---------------------- | ---------------------- | ---------------------- | ----- | ------ | ------------ | ------------ | ----------- | ----------- | ---------- | ---------- |
| Dingli Swallows FC     | 2010/11                | Maltese Premier League | b.d.  | 5      | brak danych  | brak danych  | brak danych | brak danych | b.d.       | b.d.       |
| –                      |                        |                        |       |        |              |              |             |             |            |            |
| Widzew Łódź            | 2011/12                | T-Mobile Ekstraklasa   | 28    | 2      | 1            | 0            | 29          | 2           | 2          | 0          |
| Widzew Łódź            | 2012/13                | T-Mobile Ekstraklasa   | 26    | 1      | 1            | 0            | 27          | 2           | 2          | 0          |
| Widzew Łódź            | 2013/14                | T-Mobile Ekstraklasa   | 29    | 0      | 2            | 0            | 31          | 0           | 7          | 0          |
| Ogółem (Widzew):       | Ogółem (Widzew):       | Ogółem (Widzew):       | 83    | 3      | 4            | 0            | 87          | 3           | 11         | 0          |
| Panthrakikos           | 2014/15                | Superleague Ellada     | 3     | 0      | 1            | 0            | 4           | 0           | 0          | 0          |
| Ogółem (Panthrakikos): | Ogółem (Panthrakikos): | Ogółem (Panthrakikos): | 3     | 0      | 1            | 0            | 4           | 0           | 0          | 0          |
| Widzew Łódź            | 2015/16                | IV liga; grupa łódzka  | 17    | 3      | 0            | 0            | 0           | 0           | 0          | 0          |